# Grantville
Grantville és una població dels Estats Units a l'estat de Geòrgia. Segons el cens del 2000 tenia 1.309 habitants.

## Demografia
Segons el cens del 2000, Grantville tenia 1.309 habitants, 516 habitatges, i 359 famílies. La densitat de població era de 97,4 habitants/km².
Dels 516 habitatges en un 32,2% hi vivien nens de menys de 18 anys, en un 47,7% hi vivien parelles casades, en un 17,2% dones solteres, i en un 30,4% no eren unitats familiars. En el 26,6% dels habitatges hi vivien persones soles el 9,5% de les quals corresponia a persones de 65 anys o més que vivien soles. El nombre mitjà de persones vivint en cada habitatge era de 2,54 i el nombre mitjà de persones que vivien en cada família era de 3,03.
Per edats la població es repartia de la següent manera: un 27% tenia menys de 18 anys, un 8,5% entre 18 i 24, un 30,2% entre 25 i 44, un 23,4% de 45 a 60 i un 11% 65 anys o més.
L'edat mediana era de 34 anys. Per cada 100 dones de 18 o més anys hi havia 85,6 homes.
La renda mediana per habitatge era de 28.929 $ i la renda mediana per família de 33.594 $. Els homes tenien una renda mediana de 28.929 $ mentre que les dones 23.250 $. La renda per capita de la població era de 13.982 $. Entorn del 10,1% de les famílies i el 13,4% de la població estaven per davall del llindar de pobresa.

## Poblacions més properes
El següent diagrama mostra les poblacions més properes.